# Radio Melody
Radio Melody ist ein Schweizer Radiosender, der als Spartenprogramm des Hauptanbieters Radio FM1 in den Ostschweizer Kabelnetzen auf Sendung ging. Am 15. Januar 2015 wurde der Sender von FM1 Melody in Radio Melody umbenannt. Seit März 2020 sendet Radio Melody über DAB+ in der ganzen Deutschschweiz. Seit Juni 2020 werden die stündlichen Nachrichten im CH Media Radio News Center in Zürich extra für Radio Melody produziert und sind national ausgerichtet.
Inhaber des Radios ist seit dem 1. Oktober 2018 das zwischen der NZZ-Mediengruppe und den AZ Medien gegründete Joint Venture CH Media.

## Gründung
Nach der Fusion von Radio Ri und Radio Aktuell (und dem Wegfall einiger «Spezialsendungen» insbesondere bei Radio Ri) entstand in der Hörerschaft das Bedürfnis eines Ausgleichs an Sendungen mit Oldies, Schlagern und Volksmusik. Diesem Bedürfnis kam die Geschäftsführung mit dem neu entstandenen Programm in den Kabelnetzen der Ostschweiz und im Internet nach. Mit stündlichen Nachrichten und zweimal täglich Informationssendungen, auch zu lokalen Themen, war es nach Angaben der Veranstalter «Ein komplettes Radio». Zur Schliessung von Empfangslücken – beispielsweise im Toggenburg, wo es kein Kabelnetz gibt – wurde von Beginn an neben der Ausweitung der Kabelverbreitung auch die Verbreitung im Digitalradio geplant.
Anfang 2012 wurde die Volksmusik zugunsten des Schlagers auf eine Stunde täglich reduziert.

## Programm
Radio Melody ist das Schweizer Schlagerradio und spielt Schlager und Oldies. Die Musikmischung besteht hauptsächlich aus aktuellen Schlagern, gemischt mit den Oldies aus dem Schlager- und Popbereich. Zum redaktionellen Teil des Programms gehören die stündlichen Nachrichten, die im CH Media Radio News Center in Zürich produziert werden. Hinzu kommen moderierte Spezialsendungen mit den Schwerpunktthemen Schlager, Schlager-Hitparade, Partyschlager, Wunschkonzert und der «Jukebox» mit den grössten Schlager-Oldies am Sonntag.

## Empfang
Im Kabel ist das Programm in den Ostschweizer Kabelnetzen und seit März 2009 auch in den beiden Kabelnetzen in Liechtenstein zu empfangen. Bis dahin wurden durchschnittlich 34'000 Hörer in der Schweiz erreicht. Am 29. November 2013 ging der dritte DAB-Multiplex auf Kanal 9D mit zunächst zwei Standorten (Rüthi und Valzeina) und dem Ziel eines flächendeckenden Ausbaus in der Ostschweiz und Liechtenstein auf Sendung. Das DAB-Verbreitungsgebiet reicht von Alststätten und Oberegg im Norden bis Chur im Süden bzw. vom östlichen Walensee bis ganz Liechtenstein in West-Ost-Richtung. Seit Ende 2015 wird auch die Region St. Gallen, Gossau SG bis nach Wil versorgt. Im Laufe des Jahres 2016 kamen weitere Teile des Kantons Thurgau hinzu. Seit März 2020 ist Radio Melody über DAB+ in der ganzen Deutschschweiz zu empfangen.